# Souneat Ouphaphone
Souneat Ouphaphone (ur. 10 kwietnia 1958) – laotański bokser, olimpijczyk.
Wystąpił na Letnich Igrzyskach Olimpijskich 1980 w wadze koguciej do 54 kg. W 1/32 finału miał wolny los. W 1/16 finału zmierzył się z Syryjczykiem Fayezem Zaghloulem, z którym przegrał jednogłośnie na punkty 0-5. 